# Резяпово
Резяпово (баш. Рәжәп) — село в Чекмагушевском районе Республики Башкортостан, центр Резяповского сельсовета.

## История
Село Резяпово названо по имени ясачного татарина (тептяря) Резяпа Ишкинина. В селении проживали тептяри и с 1850 г., переселившиеся из д. Старо–Катаево (Бакалинский район) башкиры (семейство указного муэдзина Сафуана Габдулнасыровича Кусюмова). Тептяри поселились по договорам 1703 и 1706 гг. По договору за 1706 г. (первый договор Ишкине Иштерякову был дан на рубеже XVII–XVIII вв.) башкир Кыр–Иланской волости Балта Алметов припустил в свою вотчину ясачного татарина д. Енабердино Ишкиню Иштирякова. По договору («владеная память») 1703 г. башкир той же волости Султангул Кузеев позволил поселиться в своей вотчине ясачным татарам Енаберде Манашеву с братьями.
Хотя деревня и была основана на базе договоров с башкирами вотчинниками 1703 и 1705 гг., фактически село было основано лишь в 1730–1740-е гг. Ишкиня Иштиряков и его сыновья Резяп и Аднагул упоминаются в 1713 г. как жители села Янабердино. Повторно же оформили новый припуск жители селения по записи от 6 февраля 1766 г.
Своих дочерей жители села в XVIII в. выдавали в селения близлежащей округи – Савадыбашево, Кутуево, Кал-машбашево, Биккинино, Янабердино, Князево, Тамьян, Бишкураево, Чупты, Каран, Балаково, Чекмагуш, Илякшиды, Байбулатово. В жены сельчане брали также из селений, расположенных на территории края – Байбулатово, Балаково, Бишкураево, Илякшиды, Караново, Килькабызово, Кутуево, Пучкаково, Сарсаз, Сыйрышбашево, Чекмагушево, Чупты, Янабердино.
Из села в тептярский казачий полк был призван Хисамутдин Рафиков (с 1833 г.).

## Население
| 2002 | 2009 | 2010 |
| ---- | ---- | ---- |
| 600  | ↘579 | ↘532 |

Национальный состав
Согласно переписи 2002 года, преобладающие национальности — татары (67 %), башкиры (33 %).

## Географическое положение
Расстояние до:
- районного центра (Чекмагуш): 26 км,
- ближайшей ж/д станции (Буздяк): 85 км,
- столицы Республики Башкортостан (Уфа): 145 км.

## Известные люди, связанные с селом
- Баянов Мукамин Газетдинович (р. 1929) — доктор биологических наук, профессор, заведующий кафедрой Башкирского государственного университета.
- Галиев, Мунавир Мухаметаминович (1934—2012) — Герой Социалистического Труда.
- Галимов Ильдус Салихьянович — кандидат физико-математических наук.
- Галиуллин Ким Нигматуллович — министр труда Республики Башкортостан (1988—1992).
- Ганиев Рефмир Галиевич — профессор.